# 1998 EC
1998 EC är en asteroid i huvudbältet som upptäcktes den 1 mars 1998 av den japanska astronomen Takao Kobayashi vid Ōizumi-observatoriet.
Asteroiden har en diameter på ungefär 7 kilometer.